# Anatolikos Olimbos

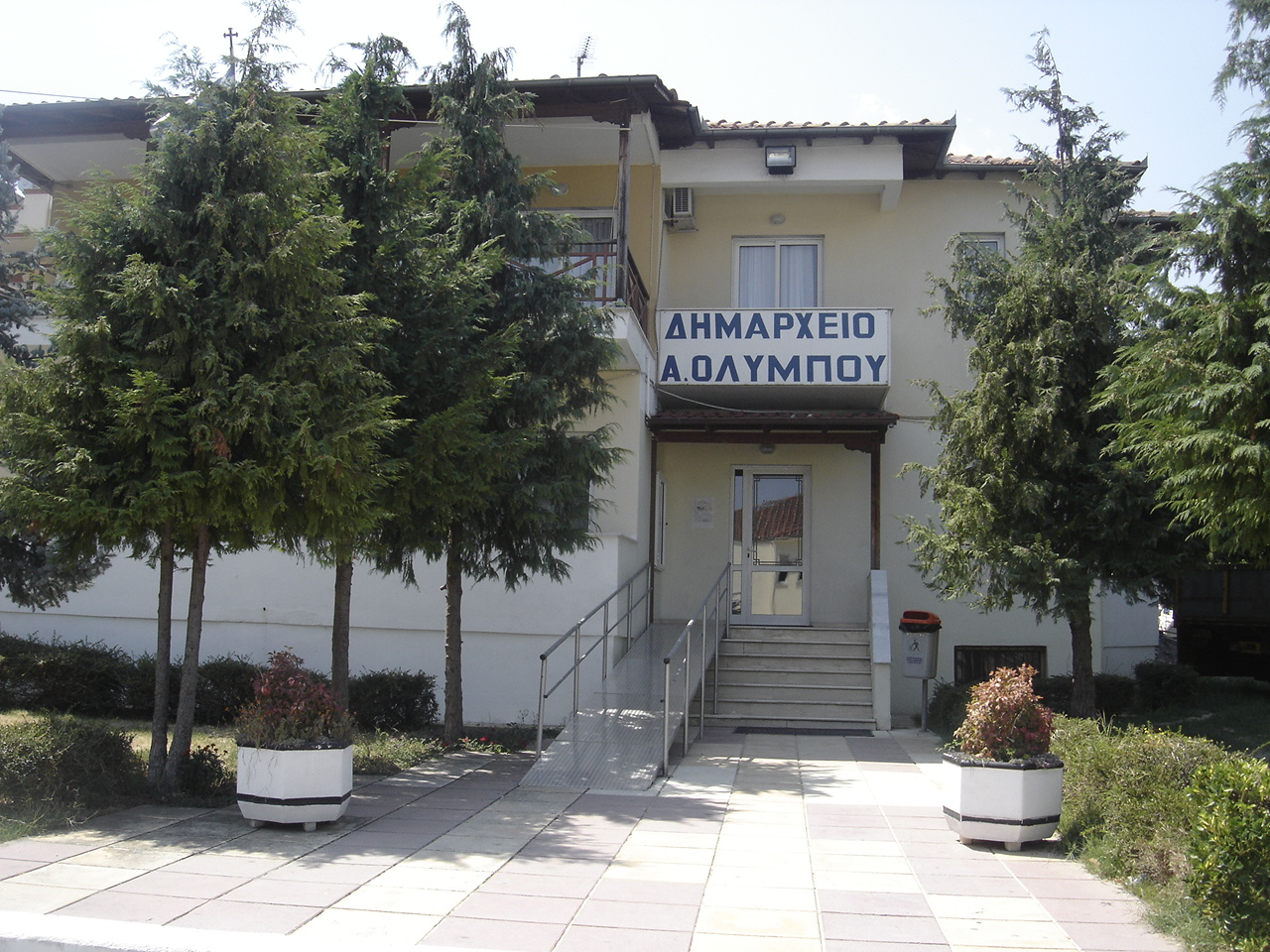
Siedziba gminy

Anatolikos Olimbos (nwgr. Ανατολικός Όλυμπος = Wschodni Olimp) to dawna gmina w prefekturze Pieria, Środkowej Macedonii, Grecja. Ośrodkiem administracyjnym była Leptokaria. Gmina liczyła około 10 000 mieszkańców, większość mieszkała w Leptokarii.
Od 1 stycznia 2011 gmina wchodzi w skład gminy Dion-Olimp.